# The Chronicles of Riddick: Escape from Butcher Bay
The Chronicles of Riddick: Escape from Butcher Bay este un joc video de acțiune stealth la persoana întâi dezvoltat de Starbreeze Studios și publicat de Vivendi Games. Produs pentru Xbox și Windows în 2004, jocul este un prequel al filmului științifico-fantastic The Chronicles of Riddick. Actorul Vin Diesel —care s-a implicat personal în dezvoltarea acestui joc— reinterpretează rolul său titular, Richard B. Riddick.
Jocul îl prezintă pe Riddick, anti-eroul celor două filme (Pitch Black, The Chronicles of Riddick), în încercarea sa de a evada dintr-o închisoare de maximă securitate numită Butcher Bay. Scopul producătorilor a fost să realizeze o diferențiere a personajului Riddick aflat într-o închisoare față de cel din filmul The Chronicles of Riddick. Jocul a fost influențat de filmul Escape from Alcatraz (cu Clint Eastwood) și de alte jocuri video cum ar fi Half-Life sau Tom Clancy's Splinter Cell.